# Gyümölcsök (heraldika)

Körték Gelre herold címerkönyvéből

Névváltozatok: dimevlch, gilimc, fructus, baumfrucht, ackerfrucht (NySz. I. 1211.); lágyhajú gyümölcs: pomum [PPBl.],
kernobst (NySz. I. 1212.)
"Az jo fanak jo dymelche vagyon." [Cornides codex 1501-1521. (Nyelvemléktár VII.) 9.] (NySz. I. 1211.); "Sokan vadnak
ollatenok mynt az ffewzffa, kynek leuelek hasonlatos az olay fakhoz, de gyewmeolczeotlen" [Apostolok méltósága 1521.
(Nyelvemléktár VIII.) 17.], "Gyümöltstelen füz-fa: fruginera salix" [PPBl.] (NySz. I. 1213.); "Gonoz, gyeumeolcztelen fa,
vagy ió asszony, soha-is fiad nem lészen" [Fortuna. Szerencsének avagy szerencsétlenségnek kereke. Kolozsvár 16. század
(sybillák jövendölése - Magyar Könyvszemle XIII. évf.) MNb] (NySz. I. 1213.)

Rövidítések:
A gyümölcsök viszonylag gyakori címerképek a heraldikában. A régi szemléletben ide tartozott mindenféle termés is, mint a fenyőtobozok, zöldségek stb., melyek a föld felett termettek. Ezeket a címerképeken belül, a föld alatti termésekkel együtt, ma szintén a gyümölcsök közé soroljuk.
A heraldikában általában a levelekhez hasonlóan stilizáltan, a méreteiket eltúlozva ábrázolják, hogy jól felismerhetők legyenek. A fa koronájában például általában csak néhány nagyméretű gyümölcs látható. Ennek ellenére gyakran csak a címerleírásból derül ki, hogy milyen gyümölcsről vagy termésről van szó. Nagy Iván szerint (VI. 268. l.) Kithonich család címerében például birsalma van. Gyakran jelennek meg gyümölcsök a beszélő címerekben vagy más névre utaló címerekben. A Koritsánszky család címerében (Nagy Iván VI. 350. l.) gyümölcskosár van.

## A gyümölcsök szimbolikája
A gyümölcs elsősorban termékenységjelkép, a gyermek, a földi szerelem, a keresztény ikonográfiában az égi szerelem szimbóluma. A bőségszaruból kiömlő gyümölcsök a Nyár megszemélyesítőjének a Bőségnek (la: Abundantia) az allegóriája. A gyümölcskosár Szent Dorottya, az ízlelés, a gyümölcsöstál a Jótékonyság (la: Caritas), a hét főbűn közül a Falánkság attribútuma.

## Kapcsolódó szócikk
- Levelek (heraldika)